# Gherardo Cibo
Il principe Gherardo Cibo, o Cybo (Genova, 1512 – Roccacontrada, 30 gennaio 1600), è stato un botanico italiano e fu studente di Luca Ghini. L'erbario che iniziò nel 1532 è il più antico esempio sopravvissuto del metodo inventato in Italia dai suoi contemporanei ed è conservato a Roma.
Le sue illustrazioni di piante mostrano piante in primo piano con paesaggi e dettagli di persone e luoghi sullo sfondo.

## Biografia
Figlio di Aranino Cibo e di Bianca Maria Vigerio Della Rovere. Suo padre Aranino, morto nel 1568, era nipote, per parte della madre Teodorina, di Giovanni Battista Cybo, divenuto poi papa Innocenzo VIII. Teodorina, figlia di Giovanni Battista, sposò il genovese Gherardo Usodimare, che, adottato dal padre di lei, acquisì il cognome dei Cybo, poi Cibo.
Gherardo fu inviato giovinetto a Roma per intraprendere la carriera ecclesiastica, ma la presa di Roma da parte dei lanzichenecchi nel 1527 lo indusse a riparare presso suoi parenti nelle Marche, prima a Camerino, dal duca Giovanni Maria da Varano, quindi a Pesaro dal duca di Urbino, Francesco Maria I Della Rovere.
Gherardo seguì Francesco Maria nelle sue campagne militari nell'Italia settentrionale e da lui apprese l'arte della guerra. Alla morte di Francesco Maria, nel 1538, Gherardo mise la sua esperienza militare a difesa della fede.
Fu quindi al servizio del cardinale Alessandro Farnese, nipote di papa Paolo III, che forse aveva conosciuto frequentando l'Università di Bologna e con lui si recò tra l'altro dall'imperatore Carlo V per difendere la Chiesa contro i ribelli della Riforma. Il 31 maggio 1540 il cardinale con il suo seguito rientrava a Roma.
Gherardo si stabilì definitivamente a Roccacontrada (l'antico nome della cittadina di Arcevia, AN) nel 1540, dove forse già risiedevano la madre Bianca Maria Vigerio Della Rovere e sua sorella Ortensia, poi suor Maria Maddalena in Sant'Agata. Bianca Maria era sorella del vescovo di Senigallia, Marco II.
Il motivo del suo ritiro in luogo appartato e provinciale è da ricercare molto probabilmente nella delusione subita per l'espropriazione del Ducato di Camerino da parte di Paolo III a favore della propria famiglia. Questa azione papale confermava agli occhi di Gherardo le accuse dei Riformisti contro i quali si era schierato in buona fede.
A Roccacontrada poté coltivare i suoi interessi naturalistici, di ricercatore e studioso di piante, a cui associava l'amore per la pittura, la musica, la letteratura e la storia.
Cibo fu buon botanico, artista di talento e ottimo disegnatore, conosciuto ed apprezzato dalla critica internazionale. Come paesaggista (i suoi lavori sono colorati a tempera o acquarello) è considerato tra i maggiori delle Marche e fonte dei primi paesaggi di Federico Barocci.
Per quanto è dato conoscere spetta a lui la fattura del più antico erbario del mondo occidentale. A lui spetta inoltre la figurazione e coloritura di diversi erbari a stampa conservati nella British Library di Londra, nelle Biblioteca Angelica  ed Alessandrina di Roma, nella Biblioteca Planettiana di Jesi.